# Comuna Bolboși, Gorj
Bolboși este o comună în județul Gorj, Oltenia, România, formată din satele Bălăcești, Bolboasa, Bolboși (reședința), Igirosu, Miclosu, Ohaba-Jiu și Valea.

## Așezare
Comuna este așezată într-o zonă pitorească, departe de agitația urbană, oferind un peisaj rural liniștit. Comuna este legată de comunele Mătăsari și Ciuperceni și de orașul Turceni, prin DJ673A, până la DN66 (E79), dar este legată și de DJ671C. Distanța dintre comună și reședința de județ, Târgu Jiu, este de 30-50 km, în funcție de traseu.

## Demografie
Componența etnică a comunei Bolboși
     Români (95,06%)
     Alte etnii (0,19%)
     Necunoscută (4,75%)
Componența confesională a comunei Bolboși
     Ortodocși (82,55%)
     Baptiști (7,77%)
     Penticostali (4,68%)
     Alte religii (0,19%)
     Necunoscută (4,81%)
Conform recensământului efectuat în 2021, populația comunei Bolboși se ridică la 3.140 de locuitori, în creștere față de recensământul anterior din 2011, când fuseseră înregistrați 3.126 de locuitori. Majoritatea locuitorilor sunt români (95,06%), iar pentru 4,75% nu se cunoaște apartenența etnică. Din punct de vedere confesional, majoritatea locuitorilor sunt ortodocși (82,55%), cu minorități de baptiști (7,77%) și penticostali (4,68%), iar pentru 4,81% nu se cunoaște apartenența confesională.

## Istorie
La sfârșitul secolului al XIX-lea, comuna făcea parte din plasa Jiului a județului Gorj și era alcătuită doar din satul cu același nume, având o populație de 1002 de locuitori. În comună funcționa o școală mixtă frecventată de 21 de elevi și două biserici (una din lemn și una din zid). La acea vreme, pe teritoriul al comunei, în aceiași plasă funcționa și comuna Ohaba, care era alcătuită din satele Blidari, Ohaba și Sârbești, având o populație de 500 de locuitori. În comună funcționa o școală mixtă frecventată de 40 de elevi și două biserici.
În 1925, comuna Ohaba primește numele de Ohaba de Jiu. Conform Anuarului Socec, comuna Bolboși făcea parte din plasa Turceni, a aceluiași județ, având o populație de 770 de locuitori. Comuna Ohaba de Jiu făcea parte din aceiași plasă, având o populație de 1332 de locuitori (în satele Igirosu, Micloșu și Ohaba). În anul 1931, comuna Ohabia de Jiu, primește numele actual de Ohabia-Jiu. Tot atunci, comuna Bolboși este desființată și inclusă în comuna Ohabia-Jiu, comunei alipindu-se și satul Bălăcești.
În anul 1950, comuna a fost arondată raionului Târgu Jiu a regiunii Gorj, raion care doi ani mai târziu a fost arondat regiunii Craiova, și apoi (după 1960), regiunii Oltenia.
În anul 1968, comuna a trecut la județul Gorj, căpătând forma actuală. Tot atunci, se reînființează comuna Bolboși cu reședința în satul cu același nume, iar satele comunei Ohabia-Jiu au fost transferate comunei Bolboși.

## Monumente istorice
Singurul monument istoric din comuna Bolboși, inclus în lista monumentelor istorice din județul Gorj este Biserica de lemn „Sf. Gheorghe” din satul Bălacești, care datează din anii 1755-1757.

## Politică și administrație
Comuna Bolboși este administrată de un primar și un consiliu local compus din 13 consilieri. Primarul, Gheorghe Știoclei[*], de la Partidul Social Democrat, este în funcție din 1 noiembrie 2024. Începând cu alegerile locale din 2024, consiliul local are următoarea componență pe partide politice:
|  | Partid                          | Consilieri | Componența Consiliului | Componența Consiliului | Componența Consiliului | Componența Consiliului | Componența Consiliului | Componența Consiliului | Componența Consiliului |
|  | ------------------------------- | ---------- | ---------------------- | ---------------------- | ---------------------- | ---------------------- | ---------------------- | ---------------------- | ---------------------- |
|  | Partidul Social Democrat        | 7          |                        |                        |                        |                        |                        |                        |                        |
|  | Partidul Național Liberal       | 5          |                        |                        |                        |                        |                        |                        |                        |
|  | Alianța pentru Unirea Românilor | 1          |                        |                        |                        |                        |                        |                        |                        |

## Personalități născute aici
- Dumitru Norocea (1880 - 1964), artist plastic.